# Drums and Wireless: BBC Radio Sessions 77–89
Drums and Wireless: BBC Radio Sessions 77-89 — сборник хитов британской рок-группы XTC, выпущенный лейблом Windsong International Records в октябре 1994 года. Он содержит избранные песни, записанные для BBC Radio в период с 1977 по 1989 год. Позже эти треки вошли в четырёхдисковый бокс-сет Transistor Blast: The Best of the BBC Sessions, выпущенный в 1998 году.

## Отзывы
| Оценки критиков | Оценки критиков |
| Источник        | Оценка          |
| --------------- | --------------- |
| AllMusic        | [ 5 ]           |

Альбом получил положительные отзывы музыкальной критики и интернет-изданий.
Крис Вудстра из Allmusic отметил, что: «Drums and Wireless собрал большую часть записей группы на BBC с 1977 по 1989 год, многие из которых ранее были доступны только на низкокачественных бутлегах. Хотя записи на BBC многих групп лишь незначительно отличаются от студийных, XTC удалось расширить свои сессии, создав совершенно иные интерпретации. Это незаменимое дополнение к коллекции любого фаната».

## Список композиций
Слова и музыка всех песен — Andy Partridge, кроме указанных.
| №   | Название                                                                               | Автор(ы)       | Длительность |
| --- | -------------------------------------------------------------------------------------- | -------------- | ------------ |
| 1.  | «Opening Speech» (John Peel Show; recorded 8 October 1979)                             |                | 0:48         |
| 2.  | «No Thugs in Our House» (David "Kid" Jensen Show; recorded 14 January 1982)            |                | 5:24         |
| 3.  | «Runaways» (David "Kid" Jensen Show; recorded 14 January 1982)                         | Colin Moulding | 4:42         |
| 4.  | «You're the Wish You Are I Had» (Bruno Brookes Show; recorded 11 October 1984)         |                | 3:26         |
| 5.  | «Poor Skeleton Steps Out» (Richard Skinner Show; recorded 16 March 1989)               |                | 3:26         |
| 6.  | «Crosswires» (John Peel Show; recorded 21 September 1977)                              | Moulding       | 2:10         |
| 7.  | «Seagulls Screaming Kiss Her, Kiss Her» (Bruno Brookes Show; recorded 11 October 1984) |                | 4:21         |
| 8.  | «Real By Reel» (John Peel Show; recorded 8 October 1979)                               |                | 3:48         |
| 9.  | «Into the Atom Age» (John Peel Show; recorded 21 September 1977)                       |                | 2:27         |
| 10. | «Meccanik Dancing (Oh We Go!)» (John Peel Show; recorded 13 November 1978)             |                | 2:35         |
| 11. | «Ten Feet Tall» (John Peel Show; recorded 8 October 1979)                              | Moulding       | 2:55         |
| 12. | «Scarecrow People» (Richard Skinner Show; recorded 16 March 1989)                      |                | 4:11         |
| 13. | «I'm Bugged» (John Peel Show; recorded 21 September 1977)                              |                | 3:34         |
| 14. | «Dance Band» (John Peel Show; recorded 21 September 1977)                              | Moulding       | 2:41         |
| 15. | «Jason and the Argonauts» (David "Kid" Jensen Show; recorded 14 January 1982)          |                | 5:42         |
| 16. | «One of the Millions» (Andy Kershaw Show; recorded 16 March 1989)                      | Moulding       | 4:25         |
| 17. | «Roads Girdle the Globe» (John Peel Show; recorded 8 October 1979)                     |                | 4:58         |